# Dancing Lasha Tumbai

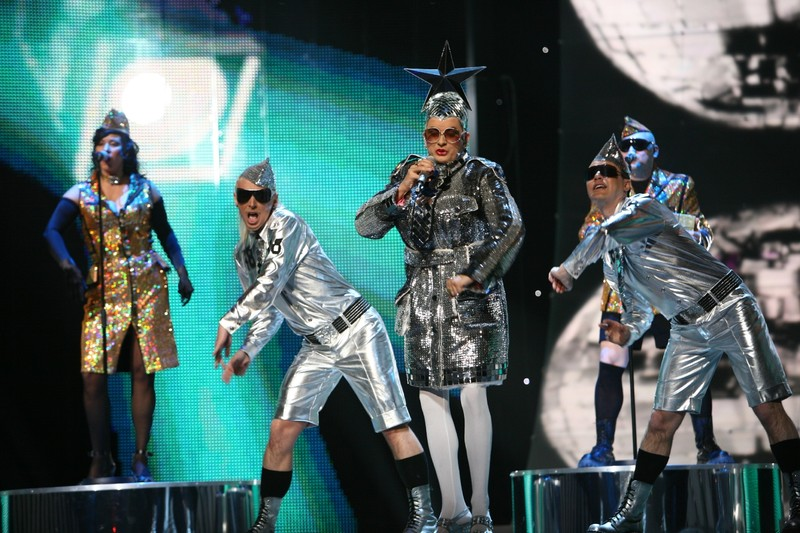
Verka Serdjutjka framför Dancing Lasha Tumbai i Eurovision Song Contest 2007.

Dancing Lasha Tumbai är en discolåt från 2007 framförd av ukrainska dragshowartisten Verka Serdjutjka, som också skrivit musik och text. Låten framförs på engelska, tyska och ukrainska och var den som gav Serduchka uppmärksamhet även i Västeuropa.
Låten representerade Ukraina i Eurovision Song Contest 2007 i Helsingfors, 12 maj, där den slutade på andraplats efter Marija Šerifovićs Molitva för Serbien. 
I början av 2008 släppte Verka Serdjutjka singeln Eurovision Queen, vars text återgav hans framgångar i tävlingen.  

## "Lasha Tumbai"
I den nationella uttagningen framfördes låten med titeln Danzing och blev efter vinsten av en kvällstidning i Kiev anklagad för att ha ett politiskt budskap. Det talades om att Verka Serdjutjka sjöng "I want you to sing - Russia goodbye", men i själva verket sjungs "I want you to see - Lasha Tumbai". Till Eurovisionsfinalen ändrades således låttiteln. Vidare nämner texten Självständighetstorget i Kiev, vilket blev en viktig plats under Orangea revolutionen 2004. Likaså anklagades den tyska texten för att dra paralleller mellan Ryssland och Nazityskland. 
I själva verket är låtens titel ”Dancing Boshetunmaj” där ”Boshetunmaj” betyder bokstavligen ”vispa smör” och är ett vanligt uttryck med rötter i mongoliska, koreanska och andra språk inom samma språkgrupp. Den sovjetiska rockgruppen Kino hade exempelvis en låt som heter just ”Bosjetunmaj”. Artisten har själv berättat att man har valt att sjunga ordet som ”Lashatumbaj” för att det låter bättre i sång. Artisten har påtalat att han är mycket ledsen över att ha anklagats för att sjunga ”Russia Goodbye“ eller mena något annat politiskt med låten, något han har påtalat vid flera tillfällen men har inte blivit trodd på.

## Singelframgångar
Veckan efter framträdandet i ESC debuterade låten på den svenska downloadlistans sjätteplats, vilket blev låtens största framgång på listan. 
| År   | Listplaceringar | Listplaceringar | Listplaceringar | Listplaceringar | Listplaceringar | Listplaceringar | Listplaceringar | Listplaceringar | Listplaceringar |
| År   | Sve             | Fin             | UK              | Irl             | Fra             | Tys             | Sch             | Öst             | EU              |
| ---- | --------------- | --------------- | --------------- | --------------- | --------------- | --------------- | --------------- | --------------- | --------------- |
| 2007 | 6               | 2               | 28              | 31              | 6               | 74              | 53              | 49              | 45              |

## Remixer
Dancing Lasha Tumbai har släppts i sju officiella remixer och en av dem är gjord av svenske Basshunter gjorde en av dem. En längre remix med balalaika användes för låtens musikvideo. Samtliga sju remixer finns med på singelskivan. 